# 皇家砲兵營房
皇家砲兵營房（英語：Royal Artillery Barracks, Woolwich）是英國陸軍的一處營房，是伍利奇屯駐地的一個組成部分。英國皇家砲兵在1776年至2007年間在此設立指揮部，其後則轉移至拉克希爾屯駐地。皇家砲兵營房在1973年被列為II*級登錄建築，並曾舉辦2012年夏季奧林匹克運動會及2012年夏季殘疾人奧林匹克運動會的賽事。